# Gąsków
Gąsków (deutsch Ganzkow, Kr. Belgard, kurz Ganzkow) ist ein Dorf in Polen, das zur Landgemeinde (Gmina) Rąbino (Groß Rambin) im Powiat Świdwiński in der Woiwodschaft Westpommern gehört. Es liegt etwa 13 Kilometer südlich von Białogard (Belgard) in der Quellregion des Topiel (Nonnenbach), südöstlich des 95 Meter hohen Berges namens Lipiny Gora (Liepenberg).

## Geschichte
Der kleine pommersche Rittergutsort Ganzkow gehörte bis 1945 zum Kreis Belgard und lag im Amtsbezirk Grüssow (heute polnisch: Gruszewo). Sein Name könnte „Topfort“ oder „Töpferort“ heißen in der Ableitung von „garnek“ („Topf“) und wäre demnach wendischen Ursprungs.
Ilse von Schaumann war letzte Eigentümerin des Gutes, das über eine eigene Brennerei und ein eigenes Sägewerk verfügte. Ursprünglich jedoch war Ganzkow zu Arnhausen (Lipie) ein Lehen der Familie von Manteuffel. Nach dem Dreißigjährigen Krieg war Asmus von Manteuffel Besitzer des Gutes, bis es 1736 in den Besitz der Familie Rückert, und 1804 der Frau Rittmeister von Borke, kam. 1853 erfolgte die Allodierung des Gutes.
1910 zählte Ganzkow 199 Einwohner. Bis 1945 zur Gemeinde Grüssow gehörig, wurde es standesamtlich von Lenzen (Łęczno) betreut, Amtsgerichtsbezirk war Belgard.
Anfang März 1945 wurde Ganzkow von der Roten Armee erobert. Ein Jahr später wurde die angestammte Bevölkerung vertrieben, nachdem der Ort zu Polen gekommen war. Heute ist Gąsków Ortsteil der Landgemeinde Rąbino mit Sitz einer Forstdienststelle.

## Religion
Ganzkow hatte keine eigene Kirche und gehörte – anders als das ihm verbundene Grüssow – zum Kirchspiel Arnhausen (Lipie) im Kirchenkreis Belgard in der Kirchenprovinz Pommern der Evangelischen Kirche der Altpreußischen Union. Im Jahre 1914 wurde es der Arnhausener Filialgemeinde Groß Rambin zugeordnet, deren Gotteshaus dann 1927 auch als Kirche für die Ganzkower erbaut wurde. Im Jahre 1940 zählten zu dieser Arnhausener Tochterkirche insgesamt 1718 Gemeindeglieder. Letzter deutscher Pfarrer war Egbert Zieger, zuletzt vertreten durch seine Ehefrau Gerda Zieger.
Heute in Gąsków lebende evangelische Einwohner gehören zur Diecezja Pomorsko-Wielkopolska (Diözese Pommern-Großpolen) – Sitz in Sopot (Zoppot) – der Kościół Ewangelicko-Augsburski (Luterański) w Polsce (Evangelische Kirche Augsburgischen (lutherischen) Bekenntnisses in Polen). Es gehört zur Parafia (Parochie) Koszalin (Köslin).

## Schule
Im Jahre 1928 besuchten 19 Kinder die von Lehrer Erich Laude geleitete Ganzkower Schule.